# فليتشر (ميزوري)
فليتشر (بالإنجليزية: Fletcher)‏ هي إحدى المجتمعات الفردية (غير مصنفة) في ولاية ميزوري في الولايات المتحدة الأمريكية.